# SBB (band)

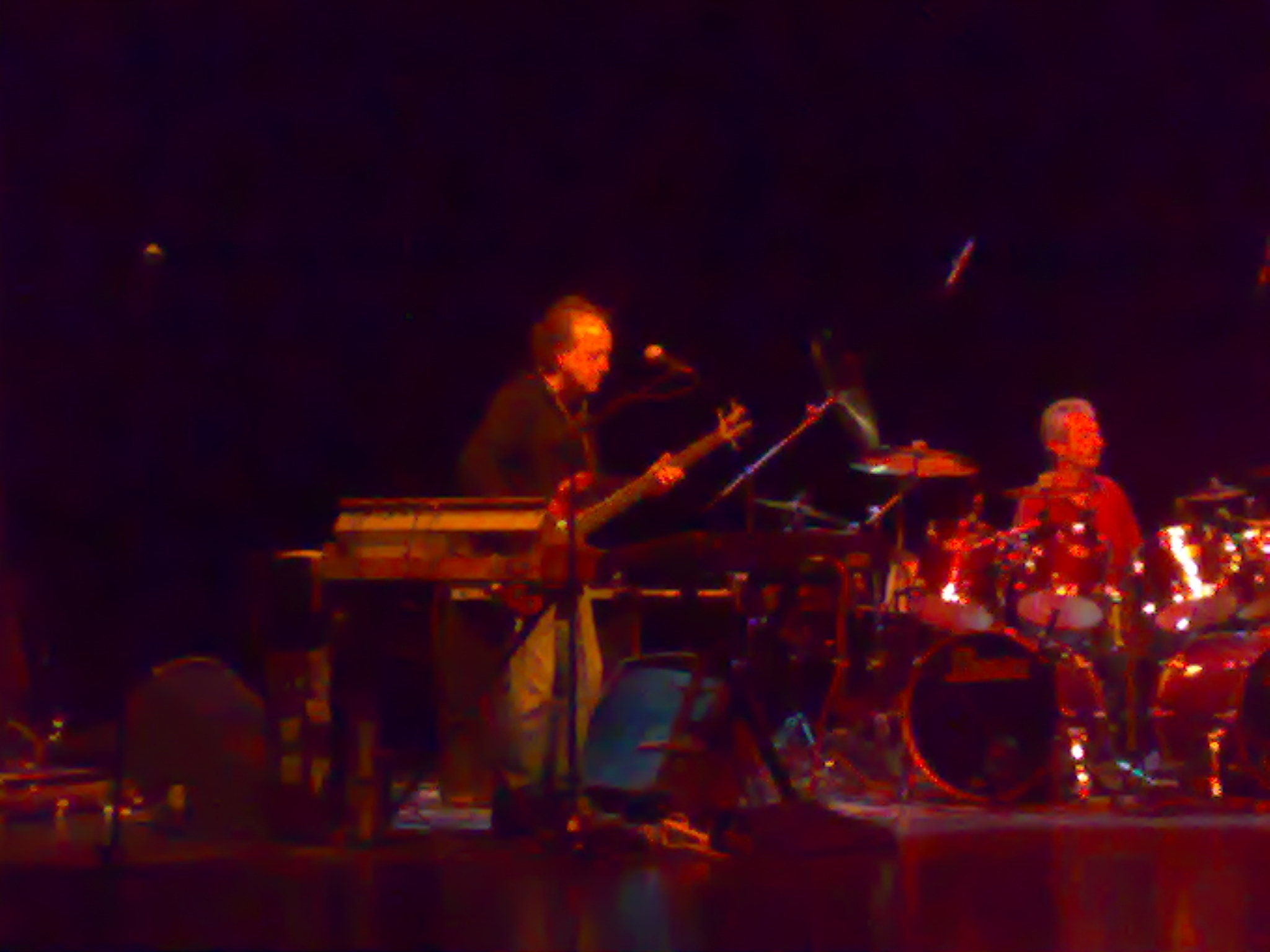

SBB is een Poolse rockband, die in 1971 in Siemianowice Śląskie door Józef Skrzek werd opgericht. SBB stond aanvankelijk voor Silesian Blues Band, later voor Szukaj, Burz, Buduj, Pools voor "Zoeken, Afbreken, Bouwen".
Skrzek was een bekend instrumentalist en zanger en startte met SBB een van de bekendste popgroepen in het Polen van de jaren zeventig. De band toerde door vrijwel alle landen van het Oostblok, maar ook daarbuiten, zoals in Duitsland, Zweden, de Verenigde Staten en Nederland. Tijdens het Oostblokfestival in De Vereeniging in Nijmegen (1978) speelden naast SBB de Hongaarse bands Omega en Lokomotiv GT en de (toen nog) Oost-Duitse Nina Hagen. SBB speelde "Walking Around The Stormy Bay", "Freedom", "Going Away" en een titelloze jamsessie.
In 1980 stopte de band, maar er waren diverse reünies, in 1991, 1993, 1998 en 2000. Vaste waarden in de band zijn steeds Skrzek en Piotrowski, in 2016 werd tezamen met Michał Urbaniak een album uitgebracht.

## Bandleden
- Józef Skrzek – basgitaar, zang, keyboards, harmonica
- Jerzy Piotrowski – drums (tot 1994 en sinds 2014)
- Apostolis Antymos – gitaar, drums

## Voormalig leden
- Sławomir Piwowar (1979-1980) – gitaar
- Andrzej Rusek (1993-94) – basgitaar
- Mirosław Muzykant (1998-1999) – drums
- Paul Wertico – (2000-) drums.

## Albums
- 1974 SBB
- 1975 Nowy Horyzont
- 1976 Pamięć
- 1977 Ze Słowem Biegnę do Ciebie
- 1978 SBB
- 1977 Jerzyk
- 1978 Follow My Dream
- 1978 SBB
- 1979 Welcome
- 1979 Slovenian Girls
- 1980 Memento z Banalnym Tryptykiem
- 1994 Live 1993
- 1994 Live In America '94
- 1999 Absolutely Live '98
- 1999 SBB w filharmonii: akt 1 i 2
- 2000 Good Bye!
- 2001 Nastroje
- 2001 Karlstad - Live 1975
- 2001 Budai Ifjusagi Park 1977
- 2002 Trio - Live Tournee 2001
- 2002 Freedom - Live Sopot 1978
- 2003 Wizje - książka + CD
- 2004 22.10.1977 Göttigen, Alte Ziegelei
- 2004 Antologia
- 2005 Odlot - Live 2004
- 2005 New Century
- 2007 The Rock
- 2009 Iron Curtain
- 2010 Blue Trance
- 2012 SBB
- 2015 SBB & Michał Urbaniak
- 2016 Za linią horyzontu